# 国民党 (宋教仁)
国民党（こくみんとう、繁: 國民黨）は、1912年8月25日に、孫文、黄興、宋教仁らが、中国同盟会を母体として結成した中国の公開政党。宋教仁が、その活動において中心的な役割を果たした。なお、1919年に結成され現在も台湾に存在する中国国民党とは別の政党である。

## 党の歴史
1912年4月に、臨時大総統の地位が、孫文から袁世凱に正式に委譲されたのち、臨時約法下で定められている国会開設に備えて、100以上もの各種政党が乱立した。
その中で、中国同盟会の構成員を主体としながら、国会における多数派となるべく、宋教仁らの画策により、統一共和党（蔡鍔ら）、国民共進会、国民公党、共和実進会、全国聯合進行会を糾合して、1912年8月に「国民党」が結成された。理事9名を置き、理事長は孫文、理事長代理は宋教仁で、宋が実権を握った。なお、残りの7名の理事は、黄興、王寵恵（以上2名、中国同盟会より）、王人文（国民公党より）、王芝祥、呉景濂、張鳳翽（以上3名、統一共和党より）、貢桑諾爾布（粛親王善耆の義弟）という顔ぶれであり、その「雑居」状態、すなわち、立憲派などの参加があることからもわかるとおり、中国同盟会時代の革新性は失われており、宋教仁の強力かつ強引なリーダーシップにより妥協が行われていたことが推測される。この点から、国民党については、主義主張に統一性がなく、単なる集票機関にすぎなかった、という評価もある。
国民党は積極的な選挙活動を行い、1912年12月から1913年1月にかけての選挙では、大勝し、国会の両院である、衆議院、参議院のいずれにおいても、第一党となる。なお、この時点での他の政党としては、章炳麟、張謇、湯寿潜らの統一党、黎元洪（民社から）、孫武、譚延闓らの共和党（民社、国民協進会、民国公会らが統合。一時、統一党も統合されていた）、梁啓超らの民主党などが存在した。
この結果、議会に袁世凱に対する強い抑止力が期待された（宋教仁の考えである「議院内閣制」に強く反対していた孫文ですら、この選挙結果を受けて宋の考えに傾いた、ともいわれる）が、深刻な危機感を覚えた袁世凱は、先手を打ち、刺客を放って宋教仁を暗殺した（1913年3月22日。なお、宋教仁が狙撃されたのは、3月20日）。一方で袁世凱は、共和党、民主党、統一党を合併することにより進歩党を結成し（メンバーは、黎元洪、梁啓超、熊希齢、張謇、湯化竜ら）、自己の与党として、国民党に対抗させた。
このような袁世凱の独裁化に対抗すべく、国民党の急進派も参加して第二革命（1913年7月-9月）が起こったが失敗し、参加者の多くは日本などへ亡命するか、中国国内の南方へ逃亡した。この後も、北京に残った国民党の穏健派は活躍を続け、袁の大総統選挙に抵抗したがかなわず、さらに大総統の権限を抑制するような憲法草案（いわゆる「天壇憲法」）の策定までも行ったが、第二革命に関係した等の理由により、1913年11月4日に袁世凱の解散命令が出され、国民党の議員の資格が剥奪されるとともに、国民党は解散した。この間、日本などに亡命せずに中国に残った国民党の議員のうちには、袁世凱により指名手配されたり、処刑された者もいるという。なお、袁世凱による国会解散は、翌年1914年の1月10日である。